# Sątoczno
Sątoczno (Duits: Leunenburg) is een dorp in de Poolse woiwodschap Ermland-Mazurië. De plaats maakt deel uit van de gemeente Korsze en telt 67 inwoners.